# 영원 (후한)
영원(永元)은 중국 후한(後漢) 화제(和帝)의 첫 번째 연호이다. 89년에서 105년 3월까지 16년 3개월 동안 사용하였다.

## 개원
영원(永元) 원년 1월 1일(89년 1월 30일)에 연호를 영원(永元)으로 개원함.

## 연대대조표
| 영원                | 원년       | 2년        | 3년        | 4년        | 5년        | 6년        | 7년        | 8년        | 9년        | 10년       |
| 서력                | 89년       | 90년       | 91년       | 92년       | 93년       | 94년       | 95년       | 96년       | 97년       | 98년       |
| 육십간지 (六十干支) | 기축(己丑) | 경인(庚寅) | 신묘(辛卯) | 임진(壬辰) | 계사(癸巳) | 갑오(甲午) | 을미(乙未) | 병신(丙申) | 정유(丁酉) | 무술(戊戌) |
| 영원                | 11년       | 12년       | 13년       | 14년       | 15년       | 16년       | 17년       |            |            |            |
| 서력                | 99년       | 100년      | 101년      | 102년      | 103년      | 104년      | 105년      |            |            |            |
| 육십간지 (六十干支) | 기해(己戌) | 경자(庚子) | 신축(辛丑) | 임인(壬寅) | 계묘(癸卯) | 갑진(甲辰) | 을사(乙巳) |            |            |            |

## 같이 보기
- 다른 왕조의 같은 연호
  - 전량(前凉) 영원(320년 ~ 324년)
  - 제(齊) 영원(499년 ~ 501년)

- 중국의 연호